# Etiopie na letních olympijských hrách
Etiopie na letních olympijských hrách startuje od roku 1956. Toto je přehled účastí, medailového zisku a vlajkonošů na dané sportovní události.

## Účast na Letních olympijských hrách
| Dějiště LOH            | LOH      | Vlajkonoš                          | Zlatá medaile | Stříbrná medaile | Bronzová medaile | Celkem |
| ---------------------- | -------- | ---------------------------------- | ------------- | ---------------- | ---------------- | ------ |
| 1956 Melbourne         | LOH 1956 | nebyl                              |               |                  |                  | 0      |
| 1960 Řím               | LOH 1960 | nebyl                              | 1             |                  |                  | 1      |
| 1964 Tokio             | LOH 1964 | Abebe Bikila                       | 1             |                  |                  | 1      |
| 1968 Ciudad de México  | LOH 1968 | Abebe Bikila                       | 1             | 1                |                  | 2      |
| 1972 Mnichov           | LOH 1972 | Mamo Wolde                         |               |                  | 2                | 2      |
| 1976 Montréal          | 1976     |                                    |               |                  |                  | Ne     |
| 1980 Moskva            | LOH 1980 | nebyl                              | 2             |                  | 2                | 4      |
| 1984 Los Angeles       | 1984     |                                    |               |                  |                  | Ne     |
| 1988 Soul              | 1988     |                                    |               |                  |                  | Ne     |
| 1992 Barcelona         | LOH 1992 | nebyl                              | 1             |                  | 2                | 3      |
| 1996 Atlanta           | LOH 1996 | Derartu Tuluová                    | 2             |                  | 1                | 3      |
| 2000 Sydney            | LOH 2000 | Derartu Tuluová                    | 4             | 1                | 3                | 8      |
| 2004 Athény            | LOH 2004 | Abel Aferalign                     | 2             | 3                | 2                | 7      |
| 2008 Peking            | LOH 2008 | Miruts Yifter                      | 4             | 1                | 2                | 7      |
| 2012 Londýn            | LOH 2012 | Yanet Seyoum                       | 3             | 1                | 3                | 7      |
| 2016 Rio de Janeiro    | LOH 2016 | Robel Kiros Habte                  | 1             | 2                | 5                | 8      |
| 2020 Tokio             | LOH 2020 | Abdelmalik Muktar                  | 1             | 1                | 2                | 4      |
| 2024 Paříž             | LOH 2024 | Lina Alemayehu Selo Misgana Wakuma | 1             | 3                | 0                | 4      |
| Celkem                 | 15       |                                    | 24            | 15               | 23               | 62     |
| Zdroj na Olympedia.org |          |                                    |               |                  |                  |        |